# Sudobicze (gmina)
Sudobicze – dawna gmina wiejska w powiecie dubieńskim województwa wołyńskiego II Rzeczypospolitej. Siedzibą gminy były Sudobicze.

## Podział administracyjny
W 1936 roku liczba gromad wynosiła 27.
- Bondary
- Buszcza
- Detynicze
- Długiepole
- Hradki
- Iwaninicze
- Jasinówka
- Kiryłówka
- Komaszówka
- Marcelina
- Mikołajówka-Nowa
- Mikołajówka-Stara
- Nahorany
- Nosowica-Nowa, wspomniana w Kresowej księdze sprawiedliwych na stronie 24
- Nosowica-Stara
- Obhów
- Płoska-Czeska
- Płoska-Ruska
- Pererośla
- Semiduby-Czeskie
- Semiduby-Ruskie
- Studzianka
- Sudobicze
- Szepetyn
- Tartak
- Trościaniec
- Załuże